# Epigenetica

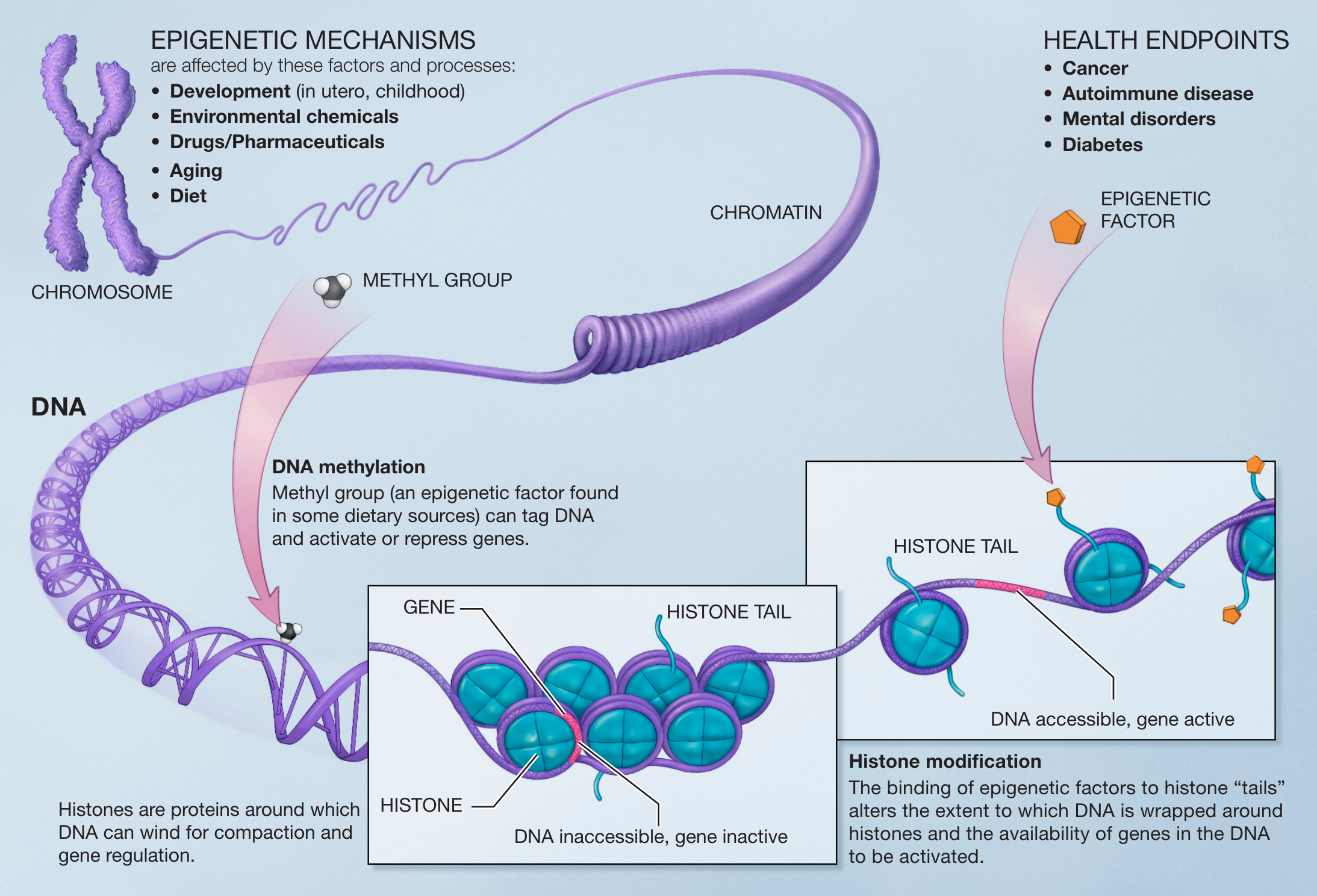
Meccanismi dell'epigenetica

L'epigenetica (dal greco ἐπί, epì, «sopra» e γεννητικός, gennitikòs, «relativo all'eredità familiare») è una branca della genetica che si occupa dei cambiamenti fenotipici ereditabili da una cellula o un organismo in cui non si osserva una variazione del genotipo.
È stata definita da Arthur Riggs e colleghi come "lo studio dei cambiamenti mitotici e meiotici ereditabili che non possono essere spiegati tramite modifiche della sequenza di DNA".
Quello che succede è che viene ereditata una sorta di "impronta" molecolare sul genotipo che determina il grado di attivazione dei geni, la cui sequenza, però, rimane identica. Questa impronta molecolare consta di modificazioni covalenti della cromatina, sia a livello del DNA sia delle proteine, ed è pertanto duratura, ma può essere reversibile.
Tali modificazioni, dette epimutazioni, durano per il resto della vita della cellula e possono trasmettersi a generazioni successive delle cellule attraverso le divisioni cellulari, senza tuttavia che le corrispondenti sequenze di DNA siano mutate; sono quindi fattori non-genomici che provocano una diversa espressione dei geni dell'organismo.
Fenomeni epigenetici sono ad esempio alla base della maggior parte dei processi di differenziamento cellulare (e loro alterazione, quindi anche nel cancro), dell'inattivazione del cromosoma X, e concorrono a una certa plasticità fenotipica ereditabile in relazione a cambiamenti ambientali che ricorda l'ereditarietà lamarckiana dei caratteri acquisiti. Ad esempio, eventi molto stressanti possono lasciare un'impronta epigenetica a livello della metilazione del DNA.

## Tipologia
Tipi di modificazioni:
- modificazioni del DNA = addizione covalente di gruppi a sequenze specifiche (metilazione della citosina) da parte delle metiltrasferasi;
- modificazione delle proteine = addizione covalente di gruppi a specifiche proteine della cromatina (modificazioni post-traduzionali degli istoni). Tra queste modificazioni vi sono acetilazione, metilazione, ubiquitinazione, fosforilazione, sumoilazione, lattilazione.[8]

Questi processi alterano l'accessibilità alle regioni del genoma, sulle quali si legano proteine ed enzimi deputati all'espressione genica e quindi alterano l'espressione del gene.

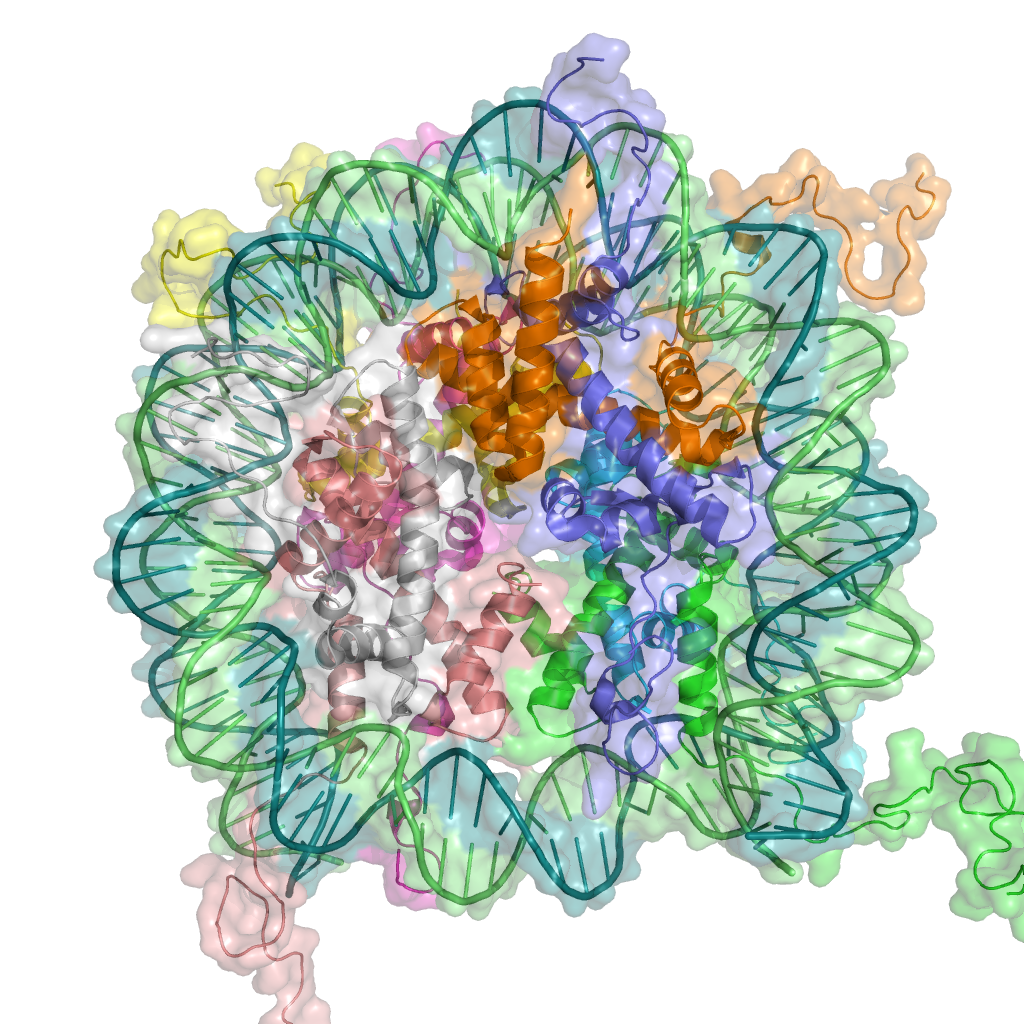
DNA associato con le proteine istoniche per formare la cromatina

## Definizione
Il merito per avere coniato, nel 1942, il termine epigenetica, definita come "la branca della biologia che studia le interazioni causali fra i geni e il loro prodotto cellulare e pone in essere il fenotipo", viene attribuito a Conrad Hal Waddington (1905-1975). Alla metà del diciannovesimo secolo si trovano tracce dell'epigenetica in letteratura. Le sue origini concettuali risalgono tuttavia ad Aristotele (384-322 a.C.), il quale credeva nell'epigenesi, ossia nello sviluppo di forme organiche individuali a partire dal non formato. Questa visione controversa è stata la prima argomentazione a opporsi al concetto che l'essere umano si sviluppi da minuscoli corpi formati.
L'uso del termine nel linguaggio scientifico odierno si riferisce a tratti ereditari a cui non corrispondono modifiche della sequenza del DNA.

## Basi molecolari dell'epigenetica
Le basi molecolari dell'epigenetica sono complesse. Si tratta di modifiche sull'attivazione di certi geni, ma non sulla loro struttura di base del DNA. Anche modifiche a carico delle proteine della cromatina possono influire sull'espressione di questi geni. Questo spiega perché le cellule differenziate in un organismo pluricellulare esprimono solo i geni necessari alla loro attività. Se una mutazione del DNA riguarda uno spermatozoo o un ovulo che viene fecondato, i cambiamenti epigenetici possono essere ereditati dalla generazione successiva. Una questione che è stata sollevata è se i cambiamenti epigenetici in un organismo possano alterare la struttura di base del suo DNA.
I ricercatori spiegano cosa avviene nei geni grazie agli studi fatti su gemelli monozigoti: nascono con lo stesso patrimonio genetico, ma crescendo si possono differenziare a causa dell'ambiente, dello stile di vita, delle emozioni e delle sofferenze provate, che possono cambiare l'espressione di alcuni geni, attivandoli o disattivandoli. I cambiamenti epigenetici sono conservati quando le cellule si dividono durante la vita di un organismo.
Specifici processi epigenetici sono paramutazioni, bookmarking, imprinting, silenziamento genico, inattivazione del cromosoma X, effetto posizione, riprogrammazione, transversione, effetti teratogeni, regolazione della modificazione degli istoni e dell'eterocromatina. La ricerca epigenetica utilizza una vasta gamma di tecniche di biologia molecolare, tra cui immunoprecipitazione della cromatina, ibridazione fluorescente in situ, enzimi di restrizione sensibili alla metilazione. L'uso di metodi di bioinformatica gioca un ruolo sempre più importante (epigenetica computazionale).

## Effetti epigenetici nell'uomo

### Imprinting genomico e relativi disordini
Diversi disturbi sono associati all'imprinting genetico, un fenomeno caratteristico dei mammiferi dove il padre e la madre sviluppano diversi modelli epigenetici per specifici loci genici nelle loro cellule germinali, che vengono poi trasferiti alla progenie. I casi maggiormente conosciuti di disturbi nell'uomo e dovuti a imprinting genomici sono la sindrome di Angelman e la sindrome di Prader-Willi; entrambe possono essere dovute alla stessa mutazione genetica, cioè parziale delezione del braccio lungo del cromosoma 15, e la sindrome che il bambino svilupperà dipende dal fatto che abbia ereditato la mutazione dal padre o dalla madre.

### Osservazioni epigenetiche trans generazionali
Marcus Pembrey e colleghi osservarono nello studio "Overkalis", che i nipoti dei nonni paterni degli uomini svedesi, esposti durante la preadolescenza alla carestia del diciannovesimo secolo, avevano meno probabilità di morire di malattie cardiovascolari; se il cibo era stato abbondante allora la mortalità causata dal diabete nei nipoti aumentava, suggerendo che ciò fosse dovuto a un'eredità epigenetica trans generazionale. L'effetto opposto si osservò per le femmine: le nipoti dei nonni paterni che subirono la carestia in grembo (e quindi quando le cellule riproduttive erano già formate) avevano vita più corta della media.

### Tumori e anormalità dello sviluppo
Una varietà di composti sono considerati carcinogeni epigenetici; essi danno luogo a un incremento dell'incidenza dei tumori, ma non mostrano attività mutagena. Tra questi componenti possiamo citare dietilstilbestrolo, arsenite, exaclorobenzene e composti contenenti nichel. Molti teratogeni hanno effetti specifici sul feto tramite meccanismi epigenetici.

## Epigenetica, spermatogenesi e infertilità
La spermatogenesi è un complesso processo che include la auto rigenerazione degli spermatogoni attraverso la mitosi, segue la fase meiotica dove gli spermatociti passano alla forma aploide di spermatidi, i quali vanno incontro alla spermiogenesi e si trasformano in spermatozoi.I meccanismi epigenetici avvengono sia a livello delle cellule primordiali germinali (PGC), degli spermatogoni, nel rimodellamento della cromatina durante la meiosi. Di conseguenza le cellule germinali maschili sono particolarmente sensibili ai difetti epigenetici. Un ruolo particolarmente importante nella regolazione epigenetica durante la spermatogenesi è svolto da microRNA e dal processo di metilazione del DNA. È stato dimostrato che i miRNA sono coinvolti nei processi mitotici meiotici e post meiotici andando a inibire l'espressione di geni target; mentre utilizzando un agente demetilante la 5 –aza-2’deoxycytidine, sono state individuate aberrati cellule germinali maschile sviluppate in maschi con ridotta fertilità. Quindi la comprensione della regolazione epigenetica nella spermatogenesi è importante per la terapia contro l'infertilità maschile e per lo sviluppo di nuovi approcci per la contraccezione maschile. La letteratura scientifica suggerisce un impatto significativo delle aberrazioni epigenetiche sulla spermatogenesi, in particolare le epimutazioni (spesso ipermetilazione) in diversi geni, cioè MTHFR, PAX8, NTF3, SFN, HRAS, JHM2DA, IGF2, H19, RASGRF1, GTL2, PLAG1, D1RAS3, MEST, KCNQ1, LIT e SNRPN, sono state correlate con alterazioni dei parametri del liquido seminale. Le tossine ambientali e alcuni farmaci potrebbero influenzare la fertilità tramite modificazioni epigenetiche; ad esempio, la 5-aza-2′-deossicitidina, un agente antitumorale, provoca una diminuzione della metilazione globale del DNA, che porta ad alterazioni della morfologia dello sperma, diminuzione della motilità spermatica, diminuzione della capacità di fertilizzazione e diminuzione della sopravvivenza dell’embrione. Allo stesso modo, gli interferenti endocrini, come il metossiclor (un pesticida estrogenico) e la vinclozolina (un fungicida anti-androgenico) sono risultati, su modelli animali, capaci di influenzare le modificazioni epigenetiche che possono causare difetti spermatogenici nelle generazioni successive.
Le procedure di riproduzione assistita che sono considerate piuttosto sicure, potrebbero essere implicate nell’indurre cambiamenti epigenetici che potrebbero influire sulla fertilità nelle generazioni successive. Tecniche quali l’iniezione intracitoplasmatica di spermatozoi (ICSI) e l’iniezione di spermatidi potrebbero aumentare l’incidenza di disturbi dell’imprinting e influire negativamente sullo sviluppo embrionale.

## Funzioni e conseguenze

### Sviluppo
L'eredità epigenetica somatica, in particolare attraverso la metilazione del DNA e il rimodellamento della cromatina, è molto importante nello sviluppo di organismi eucarioti pluricellulari. La sequenza del genoma è statica (con alcune notevoli eccezioni), ma le cellule si differenziano in molti tipi cellulari diversi, che svolgono funzioni diverse e rispondono in modo diverso all'ambiente e ai segnali intercellulari. Così, come gli individui si sviluppano, la morfogenesi attiva o silenzia i geni in modo ereditato epigeneticamente, dando alle cellule una sorta di memoria. Nei mammiferi, la maggior parte delle cellule sono differenziate in modo definitivo, solo le cellule staminali mantengono la possibilità di differenziarsi in diversi tipi cellulari ("totipotenza" e "multipotenza"). Queste cellule staminali continuano a produrre nuove cellule differenziate per tutta la vita, ma i mammiferi non sono in grado di reagire alla perdita di alcuni tessuti (ad esempio l'incapacità di rigenerare gli arti, cosa che altri animali sono capaci di fare). A differenza di quelle animali, le cellule vegetali non sono differenziate in modo definitivo, ma rimangono totipotenti, con la capacità di dare origine a una nuova singola pianta. Le piante utilizzano molti degli stessi meccanismi epigenetici degli animali, come il rimodellamento della cromatina, ma è stato ipotizzato che queste non abbiano "memoria", azzerando i loro modelli di espressione genica a ogni divisione cellulare e utilizzando le informazioni provenienti dall'ambiente e dalle cellule circostanti per determinare il loro destino.

### Medicina
L'epigenetica ha molte e varie potenziali applicazioni mediche, in quanto tende a essere multidimensionale in natura. Le malattie genetiche congenite sono ben conosciute ed è anche chiaro il ruolo che può avere l'epigenetica in esse, per esempio nel caso della sindrome di Angelman e di Prader-Willi. Si tratta di normali malattie genetiche causate dalla delezione o inattivazione dei geni, ma sono insolitamente comuni perché gli individui sono essenzialmente emizigoti a causa dell'imprinting genomico: un singolo gene knock out è sufficiente a provocare la malattia, la quale nella maggior parte dei casi richiederebbe che entrambe le copie fossero knocked out.

### Evoluzione
Anche se l'epigenetica negli organismi pluricellulari è ritenuta generalmente un meccanismo coinvolto nella differenziazione, con pattern epigenetici "reset", quando gli organismi si riproducono, ci sono state alcune osservazioni di eredità epigenetica transgenerazionale (ad esempio, il fenomeno della paramutazione osservato nel mais). Sebbene la maggior parte di questi tratti epigenetici multigenerazionali vengano progressivamente persi nell'arco di più generazioni, rimane la possibilità che l'epigenetica multigenerazionale possa essere un altro aspetto dell'evoluzione e dell'adattamento darwiniano. La barriera di Weismann è specifica per gli animali, e l'ereditarietà epigenetica dovrebbe essere molto più comune nelle piante e nei microbi.
I tratti epigenetici svolgono un ruolo nell'adattamento a breve termine delle specie, consentendo una variabilità fenotipica reversibile per rispondere a fattori stressanti indotti dall'ambiente. La modifica delle caratteristiche epigenetiche associate a una regione del DNA consente agli organismi, in una scala temporale di più generazioni, di passare da fenotipi che esprimono quel particolare gene a fenotipi che non lo esprimono e viceversa. Quando la sequenza del DNA della regione non è mutato, questa modifica è reversibile. È stato anche ipotizzato che gli organismi possano usufruire di tassi di mutazione differenziale associati alle caratteristiche epigenetiche per controllare la velocità di mutazione di geni particolari. Analisi recenti hanno suggerito che i membri della famiglia delle citosina deaminasi APOBEC/AID sono in grado di mediare contemporaneamente le eredità genetiche ed epigenetiche utilizzando analoghi meccanismi molecolari.
Si è osservato che i cambiamenti epigenetici possono anche verificarsi in risposta a esposizioni ambientali; ad esempio topi trattati con alcuni integratori alimentari mostrano cambiamenti epigenetici che interessano l'espressione del gene Agouti, riguardante il colore della pelliccia, il peso e la propensione a sviluppare il cancro.
Sono stati riportati più di 100 casi di fenomeni di eredità epigenetica transgenerazionale in una vasta gamma di organismi, tra procarioti, piante e animali.